# Vondie Curtis-Hall
Vondie Curtis-Hall (Detroit, 30 settembre 1950) è un attore e regista statunitense.

## Biografia
Vondie Curtis-Hall ha interpretato il dr. Dennis Hancock in Chicago Hope e ha diretto il film Glitter con protagonista Mariah Carey.

## Vita privata
È sposato dal 1995 con l'attrice e regista Kasi Lemmons, con cui ha avuto quattro figli, tra cui l'attore Henry Hunter Hall. Ha anche un'altra figlia, nata da una precedente relazione.

## Filmografia parziale

### Attore

#### Cinema
- Il principe cerca moglie (Coming to America), regia di John Landis (1988)
- Lost in Space, episodio di Mystery Train - Martedì notte a Memphis (Mystery Train), regia di Jim Jarmusch (1989)
- Black Rain - Pioggia sporca (Black Rain), regia di Ridley Scott (1989)
- 58 minuti per morire - Die Harder (Die Hard 2), diretto da Renny Harlin (1990)
- Amori e amicizie (Passion Fish), regia di John Sayles (1992)
- Un giorno di ordinaria follia (Falling Down), regia di Joel Schumacher (1993)
- Scacco al re nero (Sugar Hill), regia di Leon Ichaso (1993)
- Sotto il segno del pericolo (Clear and Present Danger), regia di Phillip Noyce (1994)
- Nome in codice: Broken Arrow (Broken Arrow), regia di John Woo (1996)
- Omicidio a New Orleans (Heaven's Prisoners), regia di Phil Joanou (1996)
- Romeo + Giulietta di William Shakespeare (Romeo + Juliet), regia di Baz Luhrmann (1996)
- La baia di Eva (Eve's Bayou), regia di Kasi Lemmons (1997)
- Il cattivo tenente - Ultima chiamata New Orleans (The Bad Lieutenant: Port of Call), regia di Werner Herzog (2009)
- Life Is Hot in Cracktown, regia di Buddy Giovinazzo (2009)
- Un Natale speciale a New York (Black Nativity), regia di Kasi Lemmons (2013)
- Cymbeline, regia di Michael Almereyda (2014)
- Experimenter, regia di Michael Almereyda (2015)
- Domenica (Come Sunday), regia di Joshua Marston (2018)
- Harriet, regia di Kasi Lemmons (2019)
- Blue Bayou, regia di Justin Chon (2021)
- The Night House - La casa oscura (The Night House), regia di David Bruckner (2021)
- 18½, regia di Dan Mirvish (2021)
- Raymond & Ray, regia di Rodrigo García (2022)

#### Televisione
- Cop Rock – serie TV, 9 episodi (1990)
- Nightmare Cafe – serie TV, un episodio (1992)
- Fallen Angels – serie TV, un episodio (1993)
- Io volerò via (I'll Fly Away) – serie TV, 6 episodi (1992-1993)
- E.R. - Medici in prima linea (ER) – serie TV, 8 episodi (1994, 2001)
- Chicago Hope – serie TV, 93 episodi (1995-1999)
- Don King - Una storia tutta americana (Don King: Only in America), regia di John Herzfeld – film TV (1997)
- U.S. Cop - Uno sporco affare (Sirens), regia di John Sacret Young – film TV (1999)
- Ali: An American Hero, regia di Leon Ichaso – film TV (2000)
- I Soprano (The Sopranos) - serie TV, episodio 4x07 (2002)
- Soul Food – serie TV, 6 episodi (2004)
- Law & Order - Unità vittime speciali (Law & Order: Special Victims Unit) – serie TV, episodio 12x21 (2011)
- Daredevil – serie TV, 9 episodi (2015)
- Rosewood – serie TV, episodi 1x06-1x07-2x19 (2015, 2017)
- For the People – serie TV, 20 episodi (2018-2019)
- Evil – serie TV, episodio 1x08 (2019)
- The Recruit – serie TV, 14 episodi (2022-2025)

### Regista
- E.R. - Medici in prima linea (ER) – serie TV, 8 episodi (1995-2002)
- Gridlock'd - Istinti criminali (Gridlock'd) (1997)
- Glitter (2001)
- Firefly – serie TV, episodio 1x03 (2002)
- Redemption - La pace del guerriero (Redemption: The Stan Tookie Williams Story) – film TV (2004)
- Waist Deep - Strade dannate (Waist Deep) (2006)
- Rapita: il dramma di Carlina White (Abducted: The Carlina White Story) – film TV (2012)
- Toni Braxton: Unbreak My Heart – film TV (2016)
- Faith Under Fire – film TV (2018)

## Doppiatori italiani
Nelle versioni in italiano delle opere in cui ha recitato, Vondie Curtis-Hall è stato doppiato da:
- Paolo Marchese in U.S. Cop - Uno sporco affare, Rosewood, Harriet
- Stefano Mondini in Amori e amicizie, I Soprano
- Alessandro Rossi in Fallen Angels, Chasing Life
- Massimo Lopez in Daredevil, The Night House - La casa oscura
- Pasquale Anselmo in Nightmare Cafe
- Massimo Lodolo in Scacco al re nero
- Paolo Buglioni in Chicago Hope (1ª voce)
- Eugenio Marinelli in Chicago Hope (2ª voce)
- Davide Marzi in Nome in codice: Broken Arrow
- Carlo Valli in Omicidio a New Orleans
- Maurizio Reti in Romeo + Giulietta di William Shakespeare
- Roberto Pedicini ne La baia di Eva
- Gaetano Varcasia in E.R. - Medici in prima linea (st. 8)
- Massimo Corvo in Deceit
- Roberto Draghetti in Fear Itself
- Gianluca Machelli in Law & Order - Unità vittime speciali
- Angelo Nicotra in Criminal Minds
- Pietro Biondi in Domenica
- Ambrogio Colombo in Blue Bayou
- Gerolamo Alchieri in The Recruit